# Blackbolbus contextus
Blackbolbus contextus är en skalbaggsart som beskrevs av Lea 1916. Blackbolbus contextus ingår i släktet Blackbolbus och familjen Bolboceratidae. Inga underarter finns listade.